# 바라하스
바라하스(스페인어: Barajas)는 스페인 마드리드의 행정구 중 하나이다.

## 지역
바라하스는 5개의 다음과 같은 지구가 있다.
- 아에로푸에르토
- 알라메다데오수나
- 카스코히스토리코데바라하스
- 코랄레호스
- 티몬